# Скуратов, Николай Сергеевич
Николай Сергеевич Скуратов (2 (13) декабря 1741 — 4 (16) апреля 1812, Санкт-Петербург) — русский вице-адмирал.

## Биография
В 1756 году поступил в Морской шляхетский корпус; в 1759 году гардемарином участвовал в походе из Архангельска в Кронштадт; в 1760 году — мичман.
В 1762 году выпущен из корпуса и по собственному желанию был направлен на остров Мальта; возвратился в Россию в 1769 году.
С 1770 года служил на борту кораблей «Граф Чернышёв», «Парос», «Делос», «Мироносец» и «Святой Павел»; неоднократно плавал в Средиземное море. Принимал участие в боевых действиях русско-турецкой войны 1768—1774 годов, в 1772 году — капитан-лейтенант.
В 1774 году — командир фрегата «Делос» в Архангельске; с 1780 года — капитан 2-го ранга, с 1783 года — капитан 1-го ранга.
В 1786 году был назначен командиром линейного корабля «Европа». Награждён орденом Св. Георгия 4-го класса за 18 морских кампаний (26.11.1778).
В 1787 году — капитан бригадирского ранга, командовал линейным кораблём «Три Иерарха», принимал участие в русско-шведской войне 1788—1790 годов, в 1789 году — капитан генерал-майорского ранга, 21 июня 1790 года отличился в Выборгском морском сражении, где командовал линейным кораблём «Царь Константин», произведён в контр-адмиралы.
Был произведён в вице-адмиралы 19 июня 1797 года; 10 июля 1797 года пожалован орденом Св. Анны 1-й степени. Вышел в отставку 29 января 1799 года.
Умер 4 апреля 1812 года в Санкт-Петербурге; похоронен в Сергиевой пустыни.

## Источник
- Скуратов Николай Сергеевич (1741—1812)